# McClure-Pass
Der McClure-Pass ist ein Gebirgspass im Westen des US-Bundesstaates Colorado. Der Pass liegt auf der Grenze der Countys Gunnison County und Pitkin County und verläuft zwischen Carbondale und Paonia. Der McClure-Pass verbindet das Roaring Fork Valley mit dem North Fork Valley. Der Pass ist das ganze Jahr befahrbar, außer wenn im Winter schwere Schneestürme wüten.